# Nijmeegse Scholengemeenschap Groenewoud
Nijmeegse Scholengemeenschap Groenewoud is een openbare scholengemeenschap in de Nederlandse stad Nijmegen. De school biedt onderwijs aan op de niveaus vmbo-t, havo en vwo. Het wordt door leerlingen en docenten vaak afgekort tot NSG.
De scholengemeenschap bestaat sinds 5 mei 1955. De eerste 23 leerlingen begonnen dat schooljaar met hun lessen in een herenhuis aan de Oranjesingel in Nijmegen. Toen heette de school nog het Nijmeegs Lyceum. Begin jaren 60 werd begonnen met de bouw van een nieuw gebouw aan de Van Cranenborchstraat. Na de verhuizing kreeg het de naam Nijmeegse Scholengemeenschap Groenewoud. De school wordt sinds begin jaren zeventig ook weleens de 'rode school' genoemd. Dit is ontleend aan de rode bakstenen kleur van het gebouw, maar ook aan het linkse karakter van de school. Het schoolgebouw van de NSG was in 2016 af.
De besturen van vier Nijmeegse scholen voor voortgezet onderwijs zijn op 1 januari 2002 met elkaar gefuseerd tot de Scholengroep Rijk van Nijmegen, te weten de Nijmeegse Scholengemeenschap Groenewoud, het Canisius College, het Kandinsky College en de St. Jorisschool.

## Overige
- De school kwam op 14 juni 2007 landelijk in het nieuws doordat een scholier die met vijf negens en negen tienen voor het vwo was geslaagd, buschauffeur wilde worden. 4 in het Land en Hart van Nederland besteedden er in hun uitzendingen aandacht aan.